# Coupe d'Europe des vainqueurs de coupe masculine de handball 1982-1983
Navigation
Coupe des Coupes 1981-1982 Coupe des coupes 1983-1984
La Coupe d'Europe des vainqueurs de coupe masculine de handball 1982-1983 est la 8e édition de la Coupe d'Europe des vainqueurs de coupe masculine de handball.
Organisée par la Fédération internationale de handball (IHF), la compétition est ouverte à 25 clubs de handball d'associations membres de l'IHF. Ces clubs sont qualifiés en fonction de leurs résultats dans leur pays d'origine lors de la saison 1981-1982.
Elle est remportée par le club soviétique du SKA Minsk, vainqueur en finale du club roumain du Dinamo Bucarest.

## Résultats

### Premier tour
| Équipe 1            | Score   | Équipe 2            | Aller | Retour |
| ------------------- | ------- | ------------------- | ----- | ------ |
| SSV Forst Brixen    | 36 – 49 | SKA Minsk           | 17-29 | 19-20  |
| Sasja Anvers        | 30 – 47 | KFUM Fredericia     | 14-23 | 16-24  |
| Belenenses Lisbonne | 52 – 55 | US Ivry             | 24-26 | 28-29  |
| HK Drott Halmstad   | 59 – 38 | IF Helsinge-Atlas   | 29-19 | 30-19  |
| RK Železničar Niš   | 60 – 49 | ITVES Istanbul      | 29-25 | 31-24  |
| Kyndil Tórshavn     | 28 – 42 | Stavanger IF        | 14-17 | 14-25  |
| VAS Saloniki        | 18 – 67 | ATSE Graz           | 08-37 | 10-30  |
| HV Doetinchem       | 41 – 33 | CS Fola Esch        | 16-15 | 25-18  |
| Dinamo Bucarest     | 64 – 34 | Maccabi Petah Tikva | 37-22 | 27-12  |

### Huitièmes de finale
| Équipe 1          | Score   | Équipe 2           | Aller | Retour |
| ----------------- | ------- | ------------------ | ----- | ------ |
| SKA Minsk         | 45 – 38 | HT Tatran Prešov   | 27-12 | 18-26  |
| BSV Berne         | 38 – 54 | TV Großwallstadt   | 24-29 | 14-25  |
| SC Leipzig        | 48 – 40 | Atlético de Madrid | 23-16 | 25-24  |
| Volan Szeged      | 56 – 43 | KFUM Fredericia    | 27-16 | 29-27  |
| HK Drott Halmstad | 49 – 48 | US Ivry            | 24-21 | 25-27  |
| RK Železničar Niš | 48 – 46 | KR Reykjavik       | 20-25 | 28-21  |
| Stavanger IF      | 45 – 47 | ATSE Graz          | 22-21 | 23-26  |
| HV Doetinchem     | 41 – 52 | Dinamo Bucarest    | 24-27 | 17-25  |

### Quarts de finale
| Équipe 1          | Score   | Équipe 2          | Aller | Retour |
| ----------------- | ------- | ----------------- | ----- | ------ |
| TV Großwallstadt  | 37 – 42 | SKA Minsk         | 21-16 | 16-26  |
| SC Leipzig        | 48 – 52 | Volan Szeged      | 29-25 | 19-27  |
| HK Drott Halmstad | 46 – 56 | RK Železničar Niš | 24-24 | 22-32  |
| ATSE Graz         | 47 – 57 | Dinamo Bucarest   | 27-31 | 20-26  |

### Demi-finales
| Équipe 1          | Score   | Équipe 2        | Aller | Retour |
| ----------------- | ------- | --------------- | ----- | ------ |
| Volan Szeged      | 44 – 61 | SKA Minsk       | 25-24 | 19-37  |
| RK Železničar Niš | 48 – 52 | Dinamo Bucarest | 26-27 | 22-25  |

### Finale
| Équipe 1        | Score   | Équipe 2  | Aller | Retour |
| --------------- | ------- | --------- | ----- | ------ |
| Dinamo Bucarest | 48 – 58 | SKA Minsk | 26-24 | 22-34  |